# Тепаєво
Тепа́єво (рос. Тепаево, марій. Тьопай) — присілок у складі Гірськомарійського району Марій Ел, Росія. Входить до складу Виловатовського сільського поселення.

## Населення
Населення — 38 осіб (2010; 45 у 2002).
Національний склад (станом на 2002 рік):
- гірські марійці — 100 %